# Seppiana

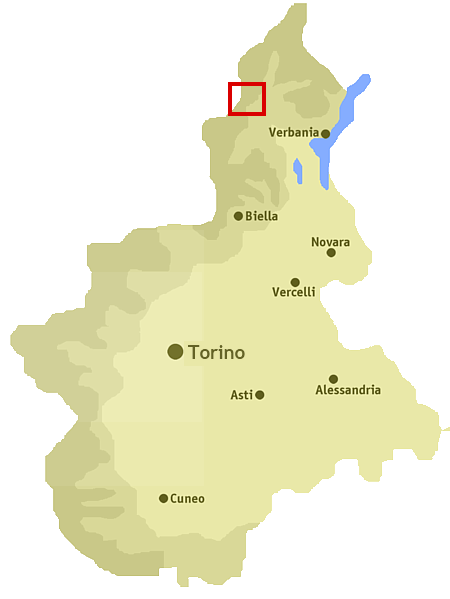
Antronatal in der Provinz Verbano-Cusio-Ossola

Seppiana ist eine Fraktion und Gemeindesitz der italienischen Gemeinde (comune) Borgomezzavalle in der Provinz Verbano-Cusio-Ossola (VB), Region Piemont.

## Geographie
Der Ort liegt 42 km von Verbania entfernt auf einer Höhe von 557 m über dem Meeresspiegel im Valle Antrona.

## Geschichte
Seppiana schloss sich am 1. Januar 2016 mit Viganella zur neuen Gemeinde Borgomezzavalle zusammen. Die Gemeinde hatte 2013 162 Einwohner und eine Fläche von 5,72 km². Die Nachbargemeinden waren Calasca-Castiglione, Montescheno, Pallanzeno, Viganella und Villadossola.
Der Schutzpatron des Ortes ist Sant’Ambrogio.

## Sehenswürdigkeiten
- Die Dorfkirche Sant’Ambrogio